# 奈須蘑菇
奈須蘑菇（日语：／，1973年11月28日—），本名为奈須國廣（日语：／），日本男性腳本家與小說家。毕业于法政大学大学院人文科学研究科。由於不公開露面，因此曾因名字的漢字寫法惹來性別上的猜測。座右銘為「人類皆強大」，自畫像是一顆蘑菇怪物。與武內崇為中学同學和好友，兩人成立同人團體「TYPE-MOON」，2000年發表遊戲《月姬》，奈須負責劇本。2003年商業化成立遊戲公司「Notes」（ノーツ）。2004年發表遊戲《Fate/stay night》，同樣擔任遊戲腳本原案。現於講談社的「浮士德（ファウスト）」連載小說《DDD》（Decoration Disorder Disconnection）。

## 生平
中學時受到著名日本奇幻小說家菊地秀行的影響，而走上寫作之路。自稱受到菊地秀行、綾辻行人、島田莊司、竹本健治和京極夏彦等人作品的影響與啟發。
1998年與武內崇組成同人團體「竹箒」，1998年起在「竹箒」網站上發表一個月連載一回的小說《空之境界》。2000年12月，以同人團體「TYPE-MOON」名義，在Comic Market 59發表遊戲《月姬》，受到極大迴響，創下許多同人遊戲的記錄。2003年，和武內崇成立遊戲公司「Notes」，以「TYPE-MOON」名義發表合集「月箱」後，解散「TYPE-MOON」，將其改為「Notes」的品牌。2004年發表第一款商業作，遊戲《Fate/stay night》。同年，與講談社合作將小說《空之境界》重新編輯和編排後出版。 
奈須氏慣以獨特的筆法及艱澀的文字撰寫文章，加上其作品背後龐大的設定量，生動的文筆令讀者為之沉迷。日本當地的稱這種獨特的筆法為「きのこ節」，在網路上受到廣泛討論。之后创作了《DDD》，在《腐姬》的影响下，做出《Fate/stay night》的HF线。
官方網頁Staff日記中自述，2004年曾作胃部檢査。
2018年，54563号小行星（R. A. Tucker发现）被命名为奈须蘑菇的名字，同一批被命名为小行星名字的还有冈本伦、绫辻行人、新海诚、伊福部昭、高梨康治等。

## 名稱考察
中，意為蘑菇（這點從奈須以蘑菇頭當自畫像可看出），若要寫成漢字，通常作「木野子」，而「子」一般見於女性人名，故有人以為奈須是女性。但是其實也可寫作「茸」字，即蘑菇。
在早期一篇長篇訪問中，「Notes」成員OKSG曾戲言奈須是女性，原名奈須きの子（註釋有寫明奈須是男性）。從後來另一篇訪問中刊登的照片（雖然只有背面）也能看出奈須不太可能是女性。奈須在「竹箒」網頁的PROFILE中自稱性別是「雄」。

## きのこ節
「きのこ節」指奈須氏獨創的筆法，特色在於：
- 嚴厲的說話口吻
- 強調邏輯性的人格特質
- 高傲的說話方式
- 帥氣的戰鬥場面及感情台詞

## 小說

### 同人時期
- 《空之境界式》（竹箒 1998年-2001年）
- 《Notes.（日语：鋼の大地）》（同人誌《Angel Voice》1999年、同人誌《月姬讀本》2001年 ）
- 《Talk.》（同人誌《宵明星》2001年，《月姬讀本 Plus Period》再收錄）
- 《Prelude》（TYPE-MOON 《Character material》2006年 ）
- 《空之境界 未來福音》（竹箒 2008年，商業出版 星海社文庫 2011年、星海社 2018年 [6]）

### 商業作品
- 《空之境界》（商業出版 講談社Novels 2004年 、講談社文庫 2007年-2008年、星海社2018年）
- 《tale》（《真月譚 月姫 prologue》2003年、《月姬讀本 Plus Period》再收錄）
- 《DDD》（講談社BOX 2007年）
- 《月之珊瑚》（《坂本真綾的滿月朗讀館》 2010年、星海社FICTIONS 2010年）
- 《宙之外》（《漫畫BOX AMASIA》2010年）
- 《MAGNITUNING》（原作：榎本俊二 《漫畫BOX AMASIA》 2010年、《3/16事件》講談社BOX 2011年）
- （《魔法使之夜》初回限定特典收錄 2012年）
- 《空之境界 終末錄音》（劇場版《空之境界 未來福音》觀影限定特典 2013年、星海社 2018年）
- 《2015年的時鐘塔》（《魔法使之箱》 2014年、TYPE-MOON ACE Fate/Grand Order  KADOKAWA 2015年）
- 《Garden of Avalon》（電視動畫《Fate/stay night [Unlimited Blade Works]》Blu-ray Disc Box I 2015年 ）

### 未公開作品
- 《冰之花》
- 《魔法使之夜》
- 《舊Fate》
- 《百鬼夜行》

## 遊戲

### 同人作品
- 《月姬 半月版》（TYPE-MOON 2000年）
- 《月姬》（TYPE-MOON 2000年）
- 《月姬 PLUS-DISC》（TYPE-MOON 2001年）
- 《歌月十夜》（TYPE-MOON 2001年）
- 《Melty Blood》（TYPE-MOON/渡邊製作所 2003年）
- 《月箱》（TYPE-MOON 2003年）
- 《Melty Blood Re·ACT》（TYPE-MOON/渡邊製作所 2004年）

### 商業作品
- 《Fate/stay night》（TYPE-MOON  2004年）
- 《Fate/hollow ataraxia》（TYPE-MOON  2005年）
- 《Melty Blood Act Cadenza》（TYPE-MOON /  2006年）
- （《Fate/hollow ataraxia》收錄、TYPE-MOON 2005年）
- 《Fate/stay night[Realta Nua]》（TYPE-MOON /角川書店 2007年）
- 《Melty Blood Act Cadenza Ver.B》（TYPE-MOON /  2007年）
- （TYPE-MOON /角川書店 2007年）
- 《Fate/tiger colosseum》（TYPE-MOON /Cavia 2007年）
- 《Fate/unlimited codes》（TYPE-MOON /Cavia/卡普空 2008年）
- 《Fate/tiger colosseum Upper》（TYPE-MOON /Cavia 2008年）
- 《Melty Blood Actress Again》（TYPE-MOON /  2008年）
- 《428 ～被封鎖的澀谷～》Bonus Scene （CHUNSOFT 2008年）
- 《Melty Blood Actress Again Current Code》（TYPE-MOON /  2010年）
- 《Fate/EXTRA》（TYPE-MOON / Marvelous 2010年）

- 《魔法使之夜》（TYPE-MOON 2012年）- 企劃、劇本、總監修
- （TYPE-MOON /角川遊戲 2012年）
- 《Fate/EXTRA CCC》（TYPE-MOON / Marvelous 2013年）
- （PSV《Fate/hollow ataraxia》收錄 、TYPE-MOON / 角川遊戲 2014年）
- 《Fate/Grand Order》（TYPE-MOON / DELiGHTWORKS→LASENGLE  2015年）- 整體架構、監修(15年-20年10月 )、劇本
  - 主筆章節：
  - 序章：特異點F/特異點X AD 2004  烈焰污染都市 冬木
  - 第六特異點 AD 1273 神聖圓桌領域 卡美洛 光輝的銀之腕
  - 第七特異點 BC 2600 絕對魔獸戰線 巴比倫尼亞 天之鎖
  - 終局特異點 AD 2016 冠位時間神殿 所羅門 極天的流星雨 （與東出祐一郎、櫻井光 共同）
  - 亞種特異點 AD 2030 深海電腦樂土 SE.RA.PH Epic of Remnant/EXTRA
  - 第二部序章 序章/2017年12月26日
  - 第二部序章 序章/2017年12月31日
  - Lostbelt No.3 B.C.210？ Lostbelt No.3 － intro
  - Lostbelt No.5 B.C.12000 星間都市山脈 奧林帕斯 擊落神明之日（與櫻井光 共同）
  - Lostbelt No.6 Q.C. 2017 妖精圓桌領域 阿瓦隆‧勒‧菲 星辰誕生之刻
  - Lostbelt No.7 B.C.？？？？黄金樹海紀行 四巡環‧米克特蘭冥界 空想樹海紀行 ORT．希巴巴 統領行星之物
  - 奏章Ⅲ 新靈長後繼戰 Archetype．Inception
- 《Fate/EXTELLA》（TYPE-MOON / Marvelous 2016年）
- 《Fate/EXTELLA LINK》（TYPE-MOON / Marvelous 2016年）- 監修
- 《Fate/Grand Order Waltz in the MOONLIGHT/LOSTROOM》（TYPE-MOON / DELiGHTWORKS→LASENGLE  2020年）
- 《月姬 -A Piece of Blue Glass Moon》（TYPE-MOON 2021年）- 劇本、監修
- 《MELTY BLOOD: TYPE LUMINA》（TYPE-MOON /  / DELiGHTWORKS→LASENGLE 2021年）
- 《Fate/Samurai Remnant》（TYPE-MOON/光榮特庫摩遊戲 2023年）- 總監修

## 廣播劇
腳本
- 《空之境界 俯瞰風景》（2002年）
- 《安寧愛爾博的一日》（2007年）
- 《スターダスト·オペレッタ》（2013年）
- 《Variety Sound Drama Fate/EXTRA CCC ルナティックステーション2013》（2013年）

## 動畫
- 《Fate/stay night》（製作：Studio DEEN、2006年）- 原案構成、腳本、監修
- 《空之境界》劇場版 全10章（製作：ufotable 2007年-2010年、2013年）- 動畫原案、腳本、監修
- 《CANAAN》（製作：P.A.Works、2008年）- 原案
- 《Fate/Zero》（製作：ufotable、2012年）- 顧問、Berserker監修
- 《拜託了!愛因茲貝倫諮詢室》（製作：ufotable、2012年）- 腳本
- 《Fate/stay night ［Unlimited Blade Works］》（製作：ufotable 2014年-2015年）- 動畫原案、監修、主筆
- 《ALDNOAH.ZERO》（製作：A-1 Pictures/TROYCA、2014-2015年）- 用語、角色命名協助
- 《Fate/Grand Order -MOONLIGHT/LOSTROOM-》（製作：Lay-duce、2017年）- 腳本
- 《Fate/stay night ［Heaven's Feel］》劇場版 全3章（製作：ufotable、2017-2020年）- 各章節標題、台詞修改
- 《衛宮家今天的餐桌風景》（製作：ufotable、2017-2019年）- 腳本
- 《Fate/EXTRA Last Encore》（製作：SHAFT、2018年）- 系列構成、腳本(與櫻井光共同)
- 《Fate/Grand Order -絕對魔獸戰線巴比倫尼亞-》（製作：CloverWorks 2019年） - 腳本、原作
- 《Fate/Grand Order -終局特異點 冠位時間神殿所羅門-》（製作：CloverWorks 2021年）- 腳本、原作

## 外部連結
- 奈須公式主頁『 竹箒 』 （页面存档备份，存于）
- TYPE-MOON OFFICIAL HOME PAGE
- 空之境界 映画（页面存档备份，存于）